# Moussa Sow
Moussa Sow (Mantes-la-Jolie, 19 de janeiro de 1986) é um futebolista senegalês nascido na França que atua como atacante. Atualmente, joga pelo Umraniyespor.

## Carreira
Sow representou o elenco da Seleção Senegalesa de Futebol no Campeonato Africano das Nações de 2017.

## Títulos
Lille
- Campeonato Francês: 2010-11
- Copa da França: 2010-11

Fenerbahçe
- Campeonato Turco: 2013-14
- Copa da Turquia: 2011-12, 2012-13
- Supercopa da Turquia: 2014

Al-Ahli
- Campeonato Emiradense: 2016-16

### Individuais
- Artilheiro do Campeonato Francês: 2010-11 (25 gols)